# Under Jolly Roger
Under Jolly Roger treći je studijski album njemačkog heavy metal-sastava Running Wild. Diskografska kuća Noise Records objavila ga je 1987. Album je označio stilsku prekretnicu u kojoj je sastav odustao od sotonističkih tekstova s prethodnog albuma i usvojio piratsku temu po kojoj će postati poznati, stvarajući i utječući na kasnije nazvan pirate metal podžanr heavy metala u 2000-ima. Ime albuma dolazi od slavnog Jolly Rogera, zastave koju pirati koriste za identifikaciju svojih brodova.

## Popis pjesama
| 1. | »Under Jolly Roger« | 4:43 |
| 2. | »War in the Gutter« | 3:19 |
| 3. | »Raw Ride«          | 4:34 |
| 4. | »Beggar's Night«    | 5:06 |

| Strana B | Strana B                      | Strana B | Strana B | Strana B | Strana B | Strana B | Strana B | Strana B | Strana B |
| Br.      | Skladba                       | Trajanje |          |          |          |          |          |          |          |
| -------- | ----------------------------- | -------- | -------- | -------- | -------- | -------- | -------- | -------- | -------- |
| 5.       | »Raise Your Fist«             | 5:29     |          |          |          |          |          |          |          |
| 6.       | »Land of Ice«                 | 4:56     |          |          |          |          |          |          |          |
| 7.       | »Diamonds of the Black Chest« | 3:07     |          |          |          |          |          |          |          |
| 8.       | »Merciless Game«              | 3:50     |          |          |          |          |          |          |          |
| 35:04    |                               |          |          |          |          |          |          |          |          |

## Zasluge
Running Wild
- Rock 'n'Rolf – vokal, gitara, produkcija, grafički dizajn
- Majk Moti – gitara
- Stephan – bas-gitara
- Hasche – bubnjevi

Ostali osoblje
- Dirk Steffens – produkcija
- Ertuğrul Edirne – grafički dizajn
- Willy Giltmann – grafički dizajn